# ميخائيل دنيس
ميخائيل دنيس (بالإنجليزية: Michael Dennis)‏ هو متزحلق جبال الألب نيوزيلندي، ولد في 31 أغسطس 1944.

## وصلات خارجية
- ميخائيل دنيس على موقع أوليمبيديا (الإنجليزية)
- ميخائيل دنيس على موقع اللجنة الأولمبية النيوزيلندية (الإنجليزية)